# رودریگو کاستیلو
رودریگو کاستیلو (انگلیسی: Rodrigo Castillo؛ زادهٔ ۲۶ آوریل ۱۹۹۸) بازیکن فوتبال اهل آرژانتین است.